# Rezolucja Rady Bezpieczeństwa ONZ nr 2079
Rezolucja Rady Bezpieczeństwa ONZ nr 2079 została przyjęta jednomyślnie 12 grudnia 2012 r.
Rada przedłużyła mandat Panelu Eksperckiego ONZ ds. Liberii, czego konsekwencją było przedłużenie embarga na broń na dodatkowy okres 12 miesięcy w odniesieniu do wszystkich podmiotów pozarządowych i osób fizycznych działających na terytorium Liberii.